# Timothy Cole
Timothy Cole (ur. 1852 w Londynie, zm. 17 maja 1931 w Nowym Jorku) – amerykański rytownik pracujący w drewnie techniką fotoksylografii. Urodził się w Londynie. W 1858 wraz z rodziną wyemigrował do Stanów Zjednoczonych. Jego synem był malarz Alphaeus Philemon Cole (1876-1988).